# NGC 7110
NGC 7110 é uma galáxia espiral barrada (SBb) localizada na direcção da constelação de Piscis Austrinus. Possui uma declinação de -34° 09' 46" e uma ascensão recta de 21 horas, 42 minutos e 12,0 segundos.
A galáxia NGC 7110 foi descoberta em 23 de Setembro de 1834 por John Herschel.